# Anggut
Anggut is een bestuurslaag in het regentschap Bengkulu Selatan van de provincie Bengkulu, Indonesië. Anggut telt 420 inwoners (volkstelling 2010).